# Helegiu
Helegiu is een Roemeense gemeente in het district Bacău.
Helegiu telt 7238 inwoners.